# Hunter of Stars
Hunter of Stars är en låt som representerade Schweiz i Eurovision Song Contest 2014. Bidraget framfördes av Sebalter. Bidraget tävlade i andra semifinalen vilken man tog sig till final från. I finalen hamnade han på trettonde plats med 64 poäng. 